# Melitaea melanina
Melitaea melanina är en fjärilsart som beskrevs av Bonaparte 1831. Melitaea melanina ingår i släktet Melitaea och familjen praktfjärilar. Inga underarter finns listade i Catalogue of Life.